# Yago Paredes
Yago Paredes Rivera (Madrid, 1 de noviembre de 2004) es un futbolista español que juega como delantero centro en la AD Alcorcón "B" de la Segunda División RFEF.

## Trayectoria
Madrileño, comienza a formarse en diferentes clubes de la ciudad como el CD Nuevo Boadilla, EF Madrid Oeste Boadilla, Getafe CF (en dos etapas), CD Móstoles URJC y AD Alcorcón. Tras destacar en el primer equipo juvenil del Alcor, debuta con el filial el 5 de septiembre de 2021 al partir como titular en un empate por 1-1 frente al Getafe CF "B" en la Tercera División RFEF. Anota su primer gol con el filial el siguiente 15 de septiembre en otro empate a unos contra la AD Parla.
Logra debutar con el primer equipo el 6 de marzo de 2022 al entrar como suplente en la segunda mitad en una derrota por 0-1 frente al CD Lugo en la Segunda División.

## Clubes
Actualizado al último partido disputado el 21 de mayo de 2022.
| Club            | País   | Año       | Partidos | Goles |
| --------------- | ------ | --------- | -------- | ----- |
| AD Alcorcón "B" | España | 2021-act. | 35       | 10    |
| AD Alcorcón     | España | 2022-act. | 1        | 0     |